# Amychodes couturieri
Amychodes couturieri är en insektsart som beskrevs av Alexandre Constant 2004. Amychodes couturieri ingår i släktet Amychodes och familjen Eurybrachidae. Inga underarter finns listade i Catalogue of Life.